# Toscani (Zigarre)

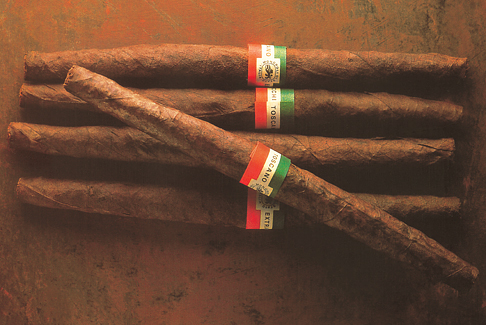
Toscani-Zigarren

Die Toscani (Einzahl: Toscano) sind ursprünglich in der Toskana, Italien, hergestellte Zigarren, deren spezielle Machart aus hitzefermentiertem Kentucky-Tabak auf einer langen Tradition beruht, welche ihre Wurzeln besonders im schweizerischen Raum hat, aber auch in Österreich und eben Italien bekannt ist.

## Geschichte
Der genaue Ursprung des Toscano liegt im Dunkeln. Belegt ist lediglich, dass der Großherzog der Toskana, Ferdinand III., im Jahre 1818 eine Tabakmanufaktur in Florenz gegründet hatte, welche die Toscani vertrieb. Einige Jahre zuvor soll in der Gegend um Florenz eines Tages eine größere Menge Kentucky-Tabaks während eines Gewitters durchnässt worden und in der darauf folgenden Sommerhitze fermentiert sein. Da man diesen Tabak als mindere Qualität ansah, benutzte man ihn, um daraus Billig-Zigarren zu drehen, die sich aber sehr bald großer Beliebtheit unter der Bevölkerung erfreuten, weshalb sich eine regelmäßige Produktion entwickelte.
Heute werden die Toscani von der Manifatture Sigaro Toscano S.p.A. in Lucca und Cava de’ Tirreni hergestellt. Bis 2004 wurde die Tabakverarbeitung von den Monopoli di Stato kontrolliert.

## Herstellung
Im eigentlichen Sinne ist der Toscano keine Zigarre, da der für sie verwendete Kentucky ein Pfeifentabak ist. Dieser durchläuft eine besondere Art der Fermentierung, bei der er unter anderem befeuchtet und über einem Holzkohlefeuer getrocknet wird, wodurch ein hohes Maß an Alkaloiden (Nikotin) entsteht. Dabei wird für die Einlage traditionell in Italien selbst angebauter Tabak verwendet, das Umblatt dagegen wird zumeist aus den USA importiert. In den letzten Jahren sind allerdings auch Toscani-Zigarren auf den Markt gekommen, die mit Tabaken aus anderen Ländern ergänzt wurden (etwa die „Senesi“). Die entrippten Tabakblätter werden dann nass verarbeitet, wobei um den Einlagetabak nicht, wie bei karibischen Zigarren üblich, zuerst ein Umblatt gewickelt und danach das Deckblatt darüber gerollt wird. Das Deckblatt der Toscani ist fest genug, um den Einlagetabak zu halten, es wird hierzu mit einem geschmacksneutralen Kleber aus Maisstärke befestigt. Nach der Herstellung werden die Zigarren in einem Reifelager luftgetrocknet; je nach Dauer dieser Reifung ergeben sich verschiedene Qualitäten.
Die meisten Toscani werden maschinell oder mit einem hohen maschinellen Anteil gefertigt, es gibt aber auch ganz von Hand gerollte Exemplare wie die „Originale“ oder die „Il Moro“. Alle Toscani haben eine typisch elliptische Form, die man bei einer karibischen Zigarre als „Perfecto“ bezeichnen würde und sind zwischen 150 und 160 mm lang. Abweichungen von einigen Millimetern sind dabei nichts Ungewöhnliches und scheinen durchaus gewollt. Eine Ausnahme stellt dabei der Toscano „Il Moro“ dar, die eine durchschnittliche Länge von 230 mm aufweist. Daneben gibt es einige Sorten, die bereits um die Hälfte gekürzt („Toscanelli“) und damit bereits rauchfertig sind. Sie sind auch aromatisiert mit Grappa, Anis (anice), Espresso (caffè), Vanille (vaniglia) oder Bitterschokolade (fondente) erhältlich.

## Besonderheiten
Die Toscani sind sehr starke, würzige Zigarren mit einem hohen Nikotinanteil. Traditionell werden sie nicht als Ganze geraucht, sondern in der Mitte gebrochen oder zerschnitten. Sie fallen dabei unter die Kategorie der sogenannten Trockenzigarren, d. h., sie müssen anders als der sehr empfindliche karibische Tabak nicht feucht gelagert werden. Der Kentucky-Tabak, der nach der speziellen Fermentation nicht mehr hygroskopisch ist, kann jahrelang ohne Qualitätseinbußen bei Zimmertemperatur gelagert werden.

## Trivia
- Die Toscani gelten in Italien als allgegenwärtiges Genussmittel, welches ähnlich dem Grappa beinahe den Status eines Kulturgutes besitzt
- Oft wird erzählt, dass man einen Toscano pro Tag rauchen sollte – die erste Hälfte am Morgen, die zweite am Nachmittag
- Auf die Nikotinstärke spielt der Spruch an, zum Rauchen eines Toscano brauche man drei Mann, einen, der rauche, und zwei, die ihn festhielten.
- Die Toscanelli waren die Lieblingszigarren des Alpinisten Anderl Heckmair, Erstbesteiger der Eiger-Nordwand. Er rauchte sie auch während der Erstbesteigung.
- Die Toscano wird in den Geschichten von Giovannino Guareschi als Lieblingszigarre des Pfarrers Don Camillo erwähnt.